# BLU-97/B

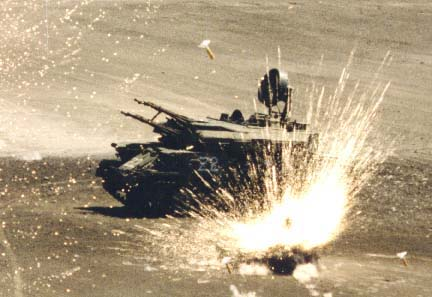
ZSU-23-4 jako cíl útoku AGM-154 Joint Standoff Weapon během cvičení.

BLU-97/B je submunice používaná v několika typech kazetových pum. Používá je např. americká armáda. Nálože obsažené v těchto bombách mají na svoje oběti kombinované trhavé a zápalné efekty. Je velmi efektivní a používaná především na zabíjení lidí, ničení materiálu a proti pancéři.

## Záměna s humanitární pomocí
V roce 2003 humanitární skupiny hlasitě upozorňovaly na fakt, že bomby BLC-97/B měly stejnou barvu a vzhled jako příděly jídla, které dostávaly děti v Afghánistánu. Ačkoliv příděly jsou obdélníkového tvaru a bomby válcovitého, obojí shazují americká letadla a obojí mají stejnou žlutou barvu, podle které je lze snadno nalézt. Spojené státy odpověděly na protesty změnou barvy budoucích balíčků s přídělem potravin a varováním obyvatel veřejnými hlášeními a letáčky. Dle oficiálního stanoviska Pentagonu také nebyly bomby shazovány do stejných míst jako jídlo. „I přes podobnost barev, je velmi velmi nepravděpodobné, že by člověk vzal do rukou kazetovou bombu a myslel si, že je to jídlo“, řekl kontradmirál Craig Quigley, přidělený tajemník obrany pro veřejnost. Podle humanitárních organizací však nebezpečí hrozí především dětem, které neumí číst nebo neumějí anglicky.